# Parco della Pellerina

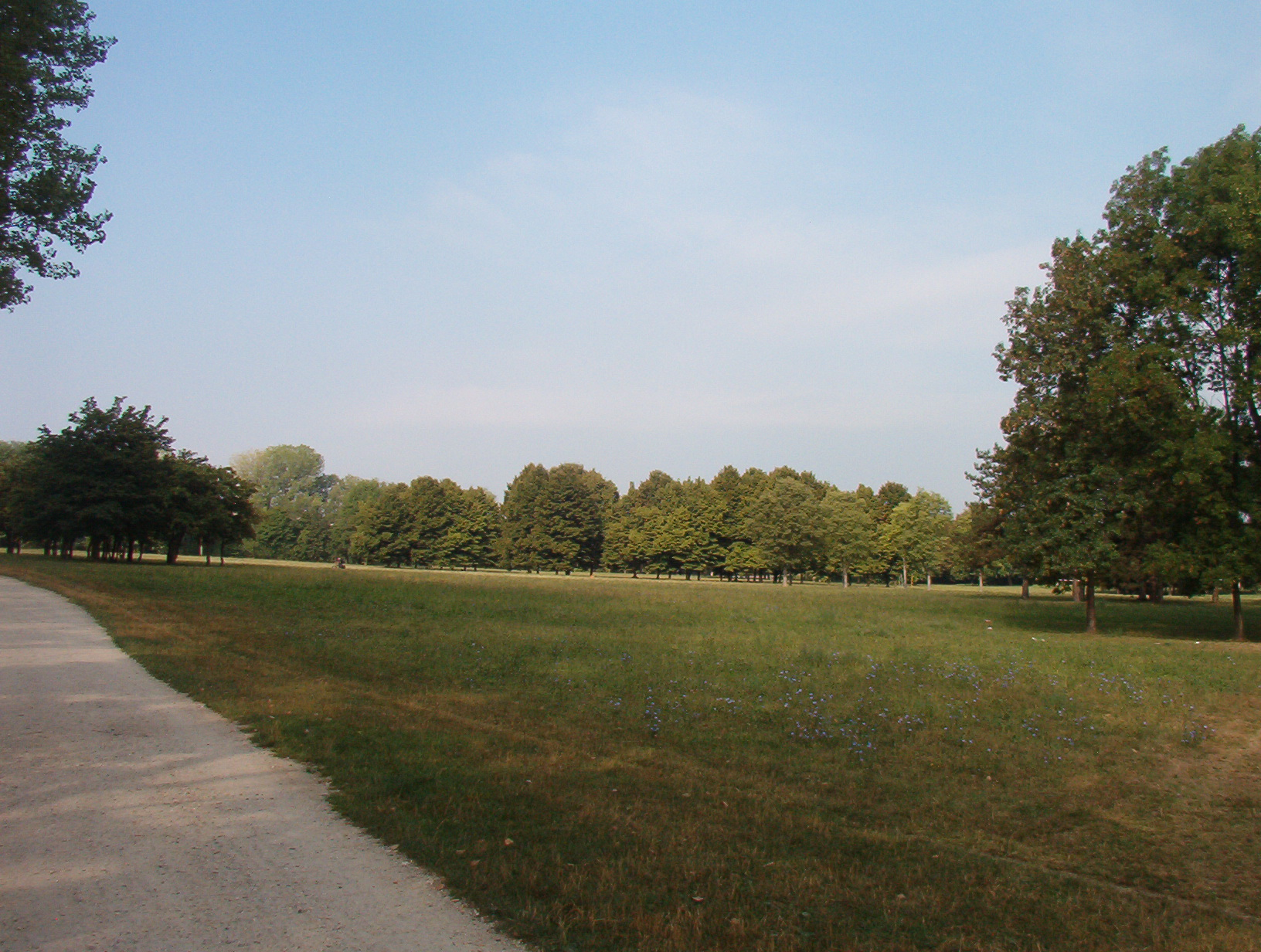
Parco della Pellerina

Parco della Pellerina – zespół parkowy położony na północno-zachodnich obrzeżach Turynu. Ma powierzchnię  837.220 m² co czyni go największym parkiem miasta. Przez park przepływa Dora Riparia. Oprócz niej znajdują się tutaj mniejsze zbiorniki wodne. Parco della Pellerina jest popularnym miejscem wypoczynku mieszkańców stolicy Piemontu. Oficjalnym patronem parku jest Mario Carrara - zmarły w 1937 roku uczony i wykładowca turyńskiego uniwersytetu. Wzdłuż parku prowadzi Corso Regina Margherita.